# 4000 Hipparchus
4000 Hipparchus eller 1989 AV är en asteroid i huvudbältet som upptäcktes den 4 januari 1989 av de båda japanska astronomerna Seiji Ueda och Hiroshi Kaneda i Kushiro. Den är uppkallad efter den grekiske astronomen Hipparchos.
Asteroiden har en diameter på ungefär 17 kilometer och den tillhör asteroidgruppen Astraea.